# يو إف سي ليلة القتال: كوستا ضد فيتوري
يو إف سي ليلة القتال: كوستا ضد فيتوري (بالإنجليزية: UFC Fight Night: Costa vs. Vettori)‏ هو حدث لفنون القتال المختلطة نظمته يو إف سي، أُقيم في 23 أكتوبر 2021، على يو إف سي أبيكس في إنتربرايز، نيفادا، الولايات المتحدة.